# Francisco Javier Múnera Correa
Francisco Javier Múnera Correa (Copacabana, 21 de octubre de 1956) es un arzobispo colombiano y actual presidente de la Conferencia Episcopal Colombiana. Desde el 25 de marzo de 2021 es el ordinario de la arquidiócesis de Cartagena.

## Biografía
Francisco Javier Múnera Correa nació en Copacabana, Antioquia, el 21 de octubre de 1956. Ingresó al Seminario Mayor de los Misioneros de la Consolata, donde cursó el ciclo filosófico en el Seminario Arquidiocesano de Bogotá y los estudios teológicos en la Pontificia Universidad Javeriana de Bogotá. Más tarde, obtuvo la Licenciatura en Misionología en la Pontificia Universidad Gregoriana de Roma.
El Papa Juan Pablo II lo nombró el 28 de noviembre de 1998 como vicario apostólico de San Vicente-Puerto Leguízamo y obispo titular de Aquæ novae en Numidia.  Recibió su consagración episcopal de manos del cardenal prefecto de la Congregación para la Evangelización de los Pueblos, Jozef Tomko, el 11 de febrero de 1999, siendo asistido por Paolo Romeo, nuncio apostólico en Colombia, y Luis Augusto Castro Quiroga, IMC., arzobispo de Tunja.
Con la elevación de vicariato apostólico a la diócesis de San Vicente del Caguán el 30 de mayo de 2019, fue nombrado su primer obispo diocesano.El 25 de marzo de 2021, el papa Francisco lo designó arzobispo de la Arquidiócesis de Cartagena, asumiendo el cargo el 22 de mayo del mismo año. Además, fue elegido como presidente de la Conferencia Episcopal de Colombia para el trienio 2024-2027 durante la CXVII Asamblea Plenaria del Episcopado Colombiano.